# コパノキッキング
コパノキッキング（欧字名:Copano Kicking、2015年3月7日 - ）は、日本の競走馬。主な勝ち鞍は2018年・2019年のカペラステークス、2019年の根岸ステークス、東京盃。
馬名の意味は、冠名＋「キックする」。

## 戦績

### デビュー前
2015年3月7日にアメリカ合衆国で誕生。2017年のファシグティプトン・ガルフストリームセールに上場され、公開調教でのトップクラスのタイムを計測。「アメリカは方角がいい」とアメリカでの競走馬購入に乗り出した小林祥晃から10万ドルでの購入を指示された村山明調教師はこの予算での購入は厳しいと感じていたが、結果的に競りかける者はなく小林の落札が決まった。脚が少し曲がっていたことが誰も競らなかった原因であったが、小林は後に「でも、あれだけ走るんだからツイてるよねえ」と語っている。デビュー前から陣営の期待は高く、UAEダービーおよびアメリカクラシック三冠競走に予備登録された。しかし、気性に繊細な面があったことから、日本へ輸入後すぐに去勢された。

### 3歳（2018年）
栗東・村山明厩舎に入厩。3歳（2018年）2月の未勝利戦（京都ダート1200m）でデビュー。出走16頭中唯一の未出走馬で10番人気の低評価だったが、逃げて2着に8馬身差をつける鮮烈な勝利で初戦を飾った。しかし、1400mに距離を延長した2戦目はグリムの2着に敗れ、3戦目は左前肢挫創のため取り消しとなった。休養を挟んで夏の札幌開催で復帰し、条件戦を2戦続けて圧勝する。
再び1400mに距離を伸ばした大阪スポーツ杯(1600万下)は4着に終わったが、再度1200mに短縮した藤森ステークス(1600万下)でスタート後の不利により従来の逃げ戦法から一転して後方からの競馬を強いられながら勝利したことで、偶発的に脚質転換に成功する。
重賞初挑戦となったカペラステークスでは藤田菜七子に騎乗依頼が出されたが、藤田に先約があったため柴田大知が騎乗した。内枠に入ったことで逃げ戦法が予定されていたがスタートで出遅れ、最後方からの競馬となる。それでも直線では大外を豪快に伸びて差し切り勝ちを収め、初の重賞タイトルを手にした。

### 4歳（2019年）
年明け初戦の根岸ステークスでは短期免許で来日中のオイシン・マーフィーが初騎乗。この日が短期免許最終日であったマーフィー側から「一度、乗せてほしい」と打診があり、馬主の小林祥晃が「お土産に（日本初）重賞を獲ってもらおう」と考えたことからコンビが実現した。初の左回りと勝ち鞍のない1400mへの延長が課題とされたが、中団追走から直線残り200m過ぎで先頭に立ち、そのままゴールまで押し切って4連勝を飾った。JRA重賞初制覇となったマーフィーは「ベストは1200mだと思うので、早めに先頭に立つことがないように心掛けた」とコメントした。レース後、小林から次走は藤田菜七子騎乗でフェブラリーステークスに向かうと発表された。
その後は予定通り鞍上藤田菜七子でフェブラリーステークスに出走。藤田にとっても、JRA所属の女性騎手にとっても史上初となるGIレースへの出走となった。レースでは好スタートから最後方に位置を取り、前残りの展開の中で直線で一気に追い上げて5着に入線した（詳細は第36回フェブラリーステークスを参照）。
その後は引き続き藤田鞍上で初の地方戦となる東京スプリントに出走。不良馬場でのレースとなり、スタートで出遅れたものの中団まで位置を押し上げ、直線ではメンバー中最速の末脚で追い込んだがキタサンミカヅキに1馬身及ばず2着となった。
次走には北海道スプリントカップを予定していたが放牧先でフレグモーネを発症したため同競走を回避、盛岡で開催されるクラスターカップへ向かうこととなった。
2019年の秋シーズンは海外遠征のプランが組まれ、クラスターカップの結果次第で9月に開催される第4回コリアスプリントもしくは11月に開催されるブリーダーズカップ・スプリントを目指すことが発表されていた。しかしながら、登録までしていたコリアスプリントへの出走が日韓貿易紛争などの影響からできなくなり、早々の修正を余儀なくされた。迎えたクラスターカップでは単勝オッズ1倍台での出走となり、レースでは2番手から競馬を進めたものの3着に敗れ、次走は東京盃へ向かうと発表された。
東京盃では前走に引き続き圧倒的人気に推され、好スタートから先頭に立つと最後まで後続を寄せ付けず4馬身差で勝利、自身の重賞3勝目を飾った。鞍上の藤田は重賞24回目の騎乗で初制覇、同時にJRA所属の女性騎手として史上初の交流重賞制覇となった（詳細は第53回東京盃を参照）。

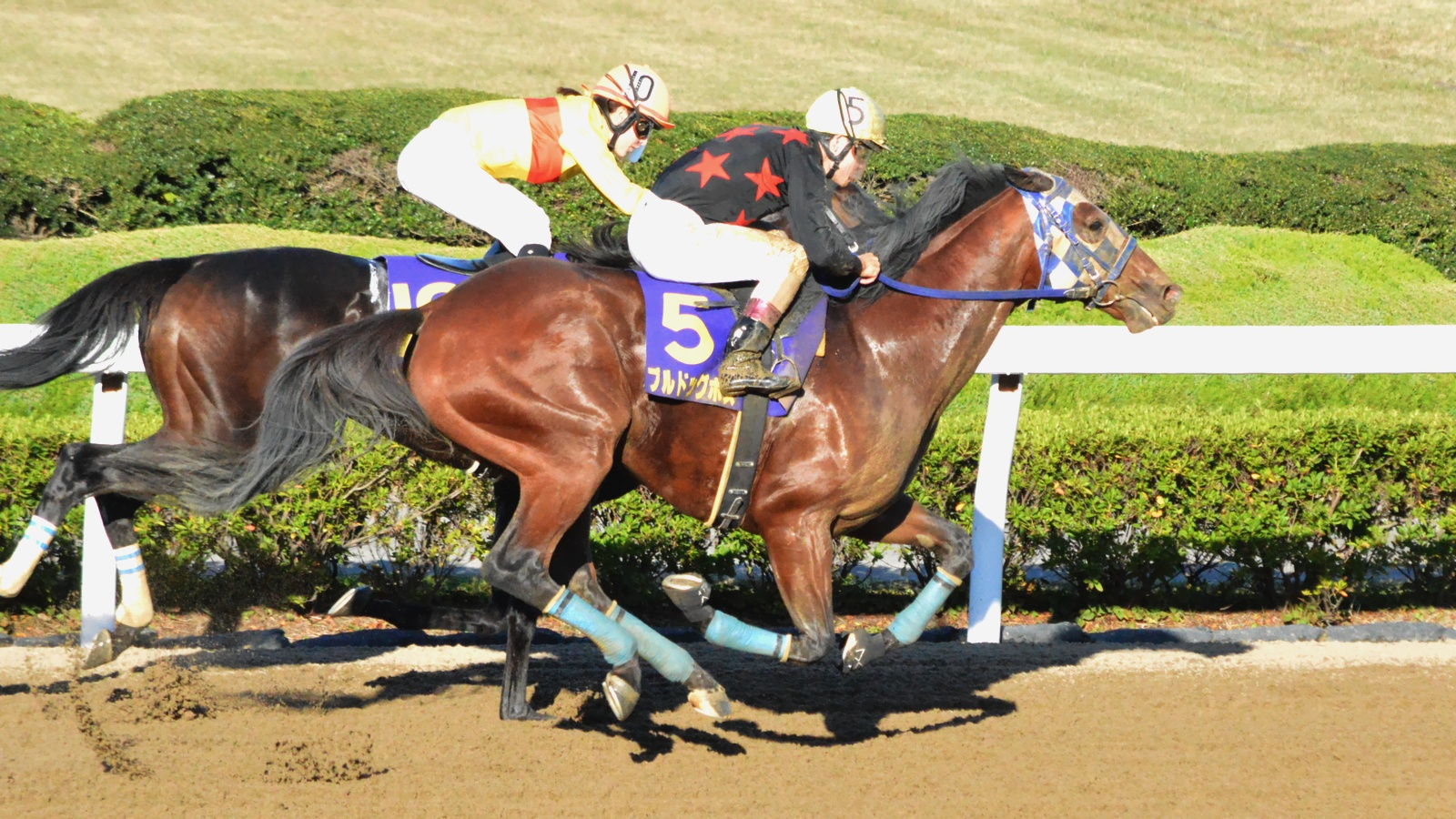
2019年JBCスプリント、ゴール前でブルドッグボス（手前）に躱され2着に敗れる

続くJBCスプリントでは、同年の芝GI・高松宮記念を制したミスターメロディの参戦もあり2番人気に推されることとなった。レースは10番枠からスタートを決めて道中先団につけ、直線入口で満を持して抜け出しそのまま押し切ろうとするも、地元・浦和所属のブルドッグボスの強襲に屈しクビ差の2着に敗れた。
JBCスプリント2着のあとは前年優勝したカペラステークスへ出走することとなった。別定戦のため斤量がメンバー中トップの58kg、単勝人気は2番人気となったが、レースでは前2走とは一転して番手を追走する競馬を行い、直線坂下でスパートをかけ先団を捕らえ、追いすがるテーオージーニアス以下を振り切り1着でゴールイン。鞍上の藤田はJRA所属の女性騎手としては史上初となるJRA重賞制覇を成し遂げた（詳細は第12回カペラステークスを参照）。

### 5歳（2020年）
年明け初戦は前年と同じ根岸ステークスに出走。前年同様短期免許にて来日中のマーフィーを鞍上に迎えた。単勝1.9倍の1番人気に推され、レースは好スタートから収支先頭集団で競馬を進めるも、2018年の安田記念を制し今回初のダート戦となったモズアスコットに差し切られて2着。前年に引き続いての連覇はならなかった。続く東京スプリントでは鞍上を藤田に戻し単勝1番人気でレースに臨み、逃げるジャスティンをマークしたものの直線で捕まえることができず、逆に地元南関東勢に差される結果となり5着と敗れた。
4ヵ月の休養を挟んで出走した佐賀競馬・サマーチャンピオンでは初騎乗となる武豊を鞍上に迎えるも、58.5kgのトップハンデを背負い追走一杯となり3着に敗れる。続く東京盃では再度藤田に鞍上が戻るも、ジャスティン、ブルドックボスを捉えきれず3着、同じ舞台で行われたJBCスプリントでは中団追走するも直線で伸びを欠きデビュー以来初めて掲示板を外す6着。結果として2020年は未勝利で終わることとなった。

### 6歳（2021年）
2020年12月、村山明調教師は根岸ステークスもしくは選出されればサウジアラビアのリヤドダートスプリントで始動し、その後ドバイゴールデンシャヒーンを目指す予定であることを明らかにし、鞍上については「未定」とした。2021年に入りサウジアラビアジョッキークラブよりリヤドダートスプリントへの正式招待を受け受諾、2月13日に日本を出国しレースに臨むこととなった。未定となっていた鞍上もウィリアム・ビュイック騎手に決まった。ブックメーカーの前売りでは出走13頭中10番人気という低評価ながら、レースではスタートで出遅れて後方追走を余儀なくされたものの直線に入ってから大外に持ち出し末脚を発揮、逃げ込みを図る同じ日本馬で前年のこのレースの2着であるマテラスカイをゴール寸前捉えて1着となり、海外競馬初出走にして初優勝を成し遂げた。予定通り次走は既に招待を受諾したドバイゴールデンシャヒーンに出走、3番人気となったが5着に敗れた。帰国初戦、5か月ぶりのレースとなったサマーチャンピオンはトップハンデ59㎏を背負い3着に敗れた。続く東京盃は4着と前年の3着から順位を一つ下げた。

### 7歳（2022年）
7歳初戦は前年からの連覇を狙い2月のリヤドダートスプリントに出走するも4着。その後3月に行われるドバイゴールデンシャヒーンへの出走を表明していたが、調整中に右第1指節種子骨々折を発症し同レースを回避。現地で手術を行い5月16日に帰国するも、翌日同じ場所を再び骨折していることが判明し、関係者による協議の結果引退が決定した。6月17日付で競走馬登録を抹消、引退後は当初滋賀県甲賀市の湖南牧場にある吉澤ステーブルで乗馬となる予定であったが、その後大阪府羽曳野市の乗馬クラブクレイン大阪で乗馬となると訂正された。

## 競走成績
以下の内容はnetkeiba.com、frusiya.com、サカブジョッキークラブおよびRacing Postの情報に基づく。
| 競走日     | 競馬場   | 競走名             | 格       | 距離（馬場）  | 頭 数 | 枠 番 | 馬 番 | オッズ （人気） | 着順 | タイム （上がり3F） | 着差          | 騎手          | 斤量 [kg] | 1着馬（2着馬）         | 馬体重 [kg] |
| ---------- | -------- | ------------------ | -------- | ------------- | ----- | ----- | ----- | --------------- | ---- | ------------------- | ------------- | ------------- | --------- | ---------------------- | ----------- |
| 2018.02.04 | 京都     | 3歳未勝利          |          | ダ1200m（稍） | 16    | 1     | 2     | 034.5（10人）   | 01着 | R1:12.9（36.5）     | -1.4          | 0川須栄彦     | 56        | （メイショウキタグニ） | 462         |
| 0000.02.24 | 阪神     | 3歳500万下         |          | ダ1400m（良） | 10    | 7     | 8     | 001.50（1人）   | 02着 | R1:24.7（36.3）     | -0.2          | 0川須栄彦     | 56        | グリム                 | 462         |
| 0000.04.07 | 阪神     | 3歳500万下         |          | ダ1400m（重） | 15    | 3     | 6     |                 | 取消 |                     |               | 0川須栄彦     | 56        | シヴァージ             | 計不        |
| 0000.08.04 | 札幌     | 3歳上500万下       |          | ダ1000m（良） | 12    | 6     | 8     | 002.10（1人）   | 01着 | R0:57.7（35.1）     | -0.9          | 0藤岡康太     | 54        | （コマノレジェンド）   | 472         |
| 0000.08.19 | 札幌     | おおぞら特別       | 1000万下 | ダ1000m（稍） | 12    | 4     | 4     | 001.40（1人）   | 01着 | R0:57.6（34.3）     | -0.8          | 0藤岡康太     | 54        | （テイエムチェロキー） | 470         |
| 0000.09.22 | 阪神     | 大阪スポーツ杯     | 1600万下 | ダ1400m（重） | 12    | 7     | 10    | 001.60（1人）   | 04着 | R1:22.4（37.2）     | -0.8          | 0M.デムーロ   | 55        | ヴェンジェンス         | 466         |
| 0000.10.14 | 京都     | 藤森S              | 1600万下 | ダ1200m（良） | 15    | 7     | 12    | 002.10（1人）   | 01着 | R1:11.4（34.5）     | -0.0          | 0戸崎圭太     | 55        | （ヤマニンアンプリメ） | 474         |
| 0000.11.25 | 京都     | オータムリーフS    | OP       | ダ1200m（良） | 16    | 5     | 10    | 001.60（1人）   | 01着 | R1:10.8（34.9）     | -0.0          | 0藤岡康太     | 55        | （ジューヌエコール）   | 476         |
| 0000.12.09 | 中山     | カペラS            | GIII     | ダ1200m（良） | 16    | 1     | 2     | 003.60（1人）   | 01着 | R1:10.2（34.9）     | -0.1          | 0柴田大知     | 55        | （サイタスリーレッド） | 480         |
| 2019.01.27 | 東京     | 根岸S              | GIII     | ダ1400m（良） | 16    | 6     | 11    | 004.30（2人）   | 01着 | R1:23.5（35.4）     | -0.1          | 0O.マーフィー | 56        | （ユラノト）           | 478         |
| 0000.02.17 | 東京     | フェブラリーS      | GI       | ダ1600m（良） | 14    | 7     | 11    | 009.40（4人）   | 05着 | R1:36.6（35.2）     | -1.0          | 0藤田菜七子   | 57        | インティ               | 478         |
| 0000.04.10 | 大井     | 東京スプリント     | JpnIII   | ダ1200m（不） | 16    | 3     | 6     | 002.70（2人）   | 02着 | R1:11.8（36.4）     | -0.2          | 0藤田菜七子   | 56        | キタサンミカヅキ       | 484         |
| 0000.08.12 | 盛岡     | クラスターC        | JpnIII   | ダ1200m（良） | 16    | 6     | 9     | 001.80（1人）   | 03着 | R1:09.6（35.3）     | -0.5          | 0藤田菜七子   | 55        | ヤマニンアンプリメ     | 481         |
| 0000.10.02 | 大井     | 東京盃             | JpnII    | ダ1200m（良） | 15    | 2     | 2     | 001.50（1人）   | 01着 | R1:10.7（36.4）     | -0.8          | 0藤田菜七子   | 56        | （ブルドッグボス）     | 488         |
| 0000.11.04 | 浦和     | JBCスプリント      | JpnI     | ダ1400m（重） | 12    | 7     | 10    | 003.00（2人）   | 02着 | R1:25.0（38.4）     | -0.1          | 0藤田菜七子   | 57        | ブルドッグボス         | 485         |
| 0000.12.08 | 中山     | カペラS            | GIII     | ダ1200m（良） | 16    | 4     | 7     | 003.40（2人）   | 01着 | R1:09.3（35.8）     | -0.4          | 0藤田菜七子   | 58        | （テーオージーニアス） | 484         |
| 2020.02.02 | 東京     | 根岸S              | GIII     | ダ1400m（良） | 16    | 3     | 5     | 001.90（1人）   | 02着 | R1:22.9（35.6）     | -0.2          | 0O.マーフィー | 58        | モズアスコット         | 482         |
| 0000.04.08 | 大井     | 東京スプリント     | JpnIII   | ダ1200m（良） | 13    | 6     | 9     | 001.50（1人）   | 05着 | R1:11.8（37.1）     | -0.9          | 0藤田菜七子   | 57        | ジャスティン           | 487         |
| 0000.08.12 | 佐賀     | サマーチャンピオン | JpnIII   | ダ1400m（重） | 11    | 6     | 7     | 002.00（1人）   | 03着 | R1:26.6（38.3）     | -0.3          | 0武豊         | 58.5      | サヴィ                 | 490         |
| 0000.10.07 | 大井     | 東京盃             | JpnII    | ダ1200m（良） | 14    | 4     | 7     | 004.80（3人）   | 03着 | R1:10.9（36.1）     | -0.1          | 0藤田菜七子   | 57        | ジャスティン           | 494         |
| 0000.11.03 | 大井     | JBCスプリント      | JpnI     | ダ1200m（稍） | 16    | 7     | 13    | 003.90（2人）   | 06着 | R1:11.3（37.0）     | -0.6          | 0藤田菜七子   | 57        | サブノジュニア         | 489         |
| 2021.02.20 | KAA      | リヤドDスプリント  |          | ダ1200m（良） | 13    | 12    | 2     | 011.00（5人）   | 01着 | R1:10.66            | -0.04         | 0W.ビュイック | 57        | （Matera Sky）         | 計不        |
| 0000.03.27 | メイダン | ドバイGシャヒーン  | G1       | ダ1200m（良） | 13    | 10    | 5     | 005.80（3人）   | 05着 | 0                   | （8馬身 3/4） | 0W.ビュイック | 57        | Zenden                 | 計不        |
| 0000.09.01 | 佐賀     | サマーチャンピオン | JpnIII   | ダ1400m（良） | 11    | 8     | 10    | 003.10（2人）   | 03着 | R1:27.3（38.8）     | -1.4          | 0武豊         | 59        | ラプタス               | 498         |
| 0000.10.06 | 大井     | 東京盃             | JpnII    | ダ1200m（稍） | 13    | 4     | 4     | 005.00（3人）   | 04着 | R1:10.7（36.3）     | -0.4          | 0C.ルメール   | 57        | サクセスエナジー       | 496         |
| 2022.02.26 | KAA      | リヤドDスプリント  | G3       | ダ1200m（良） | 13    | 3     | 2     | 006.00（3人）   | 04着 | R1:11.95            | -1.69         | 0D.イーガン   | 57        | Dancing Prince         | 計不        |

- 海外の枠番はゲート番
- サウジアラビアのオッズ・人気はRacing Postのもの（日本式のオッズ表記とした）

## 血統表
| コパノキッキングの血統        | コパノキッキングの血統                                                                                                 | コパノキッキングの血統                                                                                                 | （血統表の出典） | （血統表の出典） |
| 父系                          | デピュティミニスター系                                                                                                 | デピュティミニスター系                                                                                                 | デピュティミニスター系                                                                                                 | [ § 2 ]          |
| 父 Spring At Last 2003 黒鹿毛 | 父の父Silver Deputy 1985 鹿毛                                                                                          | Deputy Minister | Vice Regent | Vice Regent      |
| 父 Spring At Last 2003 黒鹿毛 | 父の父Silver Deputy 1985 鹿毛                                                                                          | Deputy Minister | Mint Copy |                  |
| 父 Spring At Last 2003 黒鹿毛 | 父の父Silver Deputy 1985 鹿毛                                                                                          | Silver Valley | Mr. Prospector | Mr. Prospector   |
| 父 Spring At Last 2003 黒鹿毛 | 父の父Silver Deputy 1985 鹿毛                                                                                          | Silver Valley | Seven Valleys |                  |
| 父 Spring At Last 2003 黒鹿毛 | 父の母Winter's Gone 1996 黒鹿毛                                                                                        | Dynaformer | Roberto | Roberto          |
| 父 Spring At Last 2003 黒鹿毛 | 父の母Winter's Gone 1996 黒鹿毛                                                                                        | Dynaformer | Andover Way |                  |
| 父 Spring At Last 2003 黒鹿毛 | 父の母Winter's Gone 1996 黒鹿毛                                                                                        | Stark Winter | Graustark | Graustark        |
| 父 Spring At Last 2003 黒鹿毛 | 父の母Winter's Gone 1996 黒鹿毛                                                                                        | Stark Winter | Winter Wren |                  |
| 母 Celadon 2007 黒鹿毛        | 母の父ゴールドヘイロー 1997 青鹿毛                                                                                     | *サンデーサイレンス | Halo | Halo             |
| 母 Celadon 2007 黒鹿毛        | 母の父ゴールドヘイロー 1997 青鹿毛                                                                                     | *サンデーサイレンス | Wishing Well |                  |
| 母 Celadon 2007 黒鹿毛        | 母の父ゴールドヘイロー 1997 青鹿毛                                                                                     | *ニアーザゴールド | Seeking the Gold | Seeking the Gold |
| 母 Celadon 2007 黒鹿毛        | 母の父ゴールドヘイロー 1997 青鹿毛                                                                                     | *ニアーザゴールド | *ニヤー |                  |
| 母 Celadon 2007 黒鹿毛        | 母の母*シャルナ Chalna 1995 黒鹿毛                                                                                     | Darshaan | Shirley Heights | Shirley Heights  |
| 母 Celadon 2007 黒鹿毛        | 母の母*シャルナ Chalna 1995 黒鹿毛                                                                                     | Darshaan | Delsy |                  |
| 母 Celadon 2007 黒鹿毛        | 母の母*シャルナ Chalna 1995 黒鹿毛                                                                                     | Chalon | Habitat | Habitat          |
| 母 Celadon 2007 黒鹿毛        | 母の母*シャルナ Chalna 1995 黒鹿毛                                                                                     | Chalon | Areola |                  |
| 母系(F-No.)                   | 23号族(FN:23-a) | 23号族(FN:23-a) | 23号族(FN:23-a) | [ § 3 ]          |
| 5代内の近親交配               | Mr. Prospector4×5＝9.38%、Northern Dancer5×5＝6.25%、Hail to Reason5×5＝6.25%、His Majesty･Graustark5･4（父内）＝9.38% | Mr. Prospector4×5＝9.38%、Northern Dancer5×5＝6.25%、Hail to Reason5×5＝6.25%、His Majesty･Graustark5･4（父内）＝9.38% | Mr. Prospector4×5＝9.38%、Northern Dancer5×5＝6.25%、Hail to Reason5×5＝6.25%、His Majesty･Graustark5･4（父内）＝9.38% | [ § 4 ]          |
| 出典                          | 1. 2. 3. 4. | 1. 2. 3. 4. | 1. 2. 3. 4. | 1. 2. 3. 4.      |

- 父スプリングアットラストは2008年のドンハンデキャップの勝ち馬[31]。
- 母Celadonは日本で繁殖生活を送っていた祖母シャルナがフサイチペガサスとの交配のためアメリカ合衆国に渡った際に現地で産んだ産駒である[32]。
- 伯父（母の半兄）に2005年の函館2歳ステークス勝ち馬のモエレジーニアスがいる[33]。